# العلامة الزمنية
العلامة الزمنية (بالإنجليزية: timecode أو TCG) هي سلسلة من الرموز الرقمية نشأت من فترات منتظمة بسبب نظام توقيت معين. ببساطه العلامة الزمنية تحسب الزمن في الفيديو. تستخدم في إنتاج الأفلام أو الفيديو.

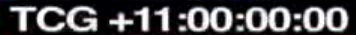
صورة توضح العلامة الزمنية وهي يتم استخدامها في إنتاج الأفلام أو المونتاج عموماً

## إنتاج الفيديو وصناعة الأفلام
خلال صناعة الأفلام أو إنتاج الفيديو يقوم مساعد الكاميرا بتسجيل عادة بداية ونهاية العلامة الزمنية للمشاهد التي تم تصويرها، ويتم إرسال البيانات التي تم إنشاؤها إلى قسم التحرير لاستخدامها في الرجوع للمشاهد التي تم تصويرها.